# Адријана Каселоти
Адријана Каселоти (енгл. Adriana Caselotti; Бриџпорт, 6. мај 1916 — Лос Анђелес, 18. јануар 1997) је била америчка филмска и гласовна глумица и певачица. Позајмила је глас главној улози, Снежани, у првом дугометражном филму Волта Дизнија — „Снежана и седам патуљака” из 1937. године. За ту улогу, била је номинована за Дизни легенду 1994. године и тиме је постала прва женска гласовна глумица проглашена Дизни легендом.

## Биографија

### Детињство и младост
Адријана Каселоти је рођена 6. маја 1916. године у Бриџпорту, Конектикат у америчко—италијанској породици. Њен отац, Гидо Каселоти, био је имигрант из Удине који је радио као наставник музичког и вокални тренер. Њена мајка, Марија Орефис из Напуља, била је оперска певачица у Риму. Андријанина старија сестра Луис Каселоти је била такође оперска певачица и држала је часове певања (нпр. држала је часове Марији Калас од 1946. до 1947. године). Када је имала 7 година, Адријанина породица се сели у Италију, где је њена мајка била на турнеји за оперску компанију. Адријана је школована у италијанском манастиру близу Рима, где је њена мајка певала оперу. Када се њена породица 3 године касније преселила у Њујорк, Адријана је научила енглески и учила певање са својим оцем.

### Каријера
Године 1935, након краткорочног рада у хору за МГМ, Волт Дизни је унајмљује да позајми глас његоговј јунакињи, Снежани. Укупно је плаћена $970 за рад на филму (екваливентно 16.512 америчких долара у 2017). Џек Бени је посебно споменуо да је затражио од Волта Дизнија дозволу да користи Адријану на својој радио емисији и речено му је: „Жао ми је, али тај глас се не сме користи нигде више. Не желим да разбијем илузију о Снежани”. Каселотијева је након Снежане имала само још два ангажмана у филмској индустрији. Прво је (неакредитовано) позајмила глас Јулији (изговарајући реченицу „Wherefore art thou Romeo?”) у МГМ-овом филму „Чаробњак из Оза” из 1939. године. Године 1946, имала је неакредитовану улогу у филму Френка Капре, „Диван живот”, где је певала у Мартинијевом бару, док је свирао Џејмс Стјуарт.
Није била наведена у шпици филма „Снежана и седам патуљака”, како би њен таленат остао сакривен. Појавила се само у пар промотивних спотова филма. Дана 22. новембра 1972. (на Дан захвалности), гостовала је у емисији The Julie Andrews Hour, где је отпевала Снежанине песме "I'm Wishing" и "Someday My Prince Will Come" са Џули Ендруз. Касније је написала књигу „Do You Like to Sing?”.
Касније у животу, продавала је аутограме и покушала да направи оперску каријеру. Почетком 1990-их, када је Снежанин замак у Дизниленду обновљен, поново је снимила песму "I'm Wishing" за Снежанин бунар жеља. Именована је за Дизни легенду 1994. године.

### Лични живот и смрт
Удавала се четири пута. Први муж јој је био Роберт Чард, продавац карата у локалном биоскопу за ког се удала 1945. године. Брак се завршио разводом. За глумца Норвала Мичела удала се 1952. године. Пензионисао се након што су се венчали. Брак се завршио његовом смрћу 1972. године. Исте године, удала се за доктора Џозефа Дана Костигана који је преминуо 1982. године. За последњег супруга, Џозефа Пјера, пензионисаног поштанског службеника, удала се 1989. године и касније су се развели. Адријана Каселоти је преминула 18. јануара 1997. године од респираторна инсуфицијенције од рака плућа у свом дому у Лос Анђелесу. Кремирана је и њен пепео је расут по Њупорт плажи, Калифорнија.

## Филмографија
| Улоге Адријане Каселоти |                          |                                 |                              |                      |
| Година                  | Српски назив             | Изворни назив                   | Улога                        | Напомена             |
| 1935.                   |                          | Naughty Marietta                | Плесачица                    | неакредитована       |
| 1937.                   |                          | The Bride Wore Red              | Прва девојка са села         | неакредитована       |
| 1937.                   | Снежана и седам патуљака | Snow White and the Seven Dwarfs | Снежана                      | глас, неакредитована |
| 1939.                   | Чаробњак из Оза          | The Wizard of Oz                | Јулија                       | глас, неакредитована |
| 1946.                   | Диван живот              | It's a Wonderful Life           | Певачица у Мартинијевом бару | неакредитована       |